# Comuna Pakoštane, Zadar
Pakoštane este o comună în cantonul Zadar, Croația, având o populație de 4.123 de locuitori (2011).

## Demografie
Componența etnică a comunei Pakoštane
     Croați (97,33%)
     Necunoscut (0,02%)
     Neclasificat (2,13%)
Componența confesională a comunei Pakoštane
     Catolici (97,16%)
     Necunoscută (0,49%)
     Alte religii (2,35%)
Conform recensământului din 2011, comuna Pakoštane avea 4.123 de locuitori. Din punct de vedere etnic, majoritatea locuitorilor (97,33%) erau croați. Apartenența etnică nu este cunoscută în cazul a 0,02% din locuitori. Din punct de vedere confesional, majoritatea locuitorilor (97,16%) erau catolici. Pentru 0,49% din locuitori nu este cunoscută apartenența confesională.